# Гриневка (Старооскольский городской округ)
Гриневка (произносится Гринёвка) — хутор в Старооскольском районе Белгородской области. Входит в состав Шаталовской сельской территории. Находится в 45 км от г. Старый Оскол.

## История
Гриневка основана в конце XIX века. В 90-е годы этого столетия произошло заселение хутора. Название хутор Гриневка получил по имени соседствующего барина Владимира Гринёва, который проживал в Шаталовке.
23 мая 1928 года постановлением Воронежского губисполкома был образован Шаталовский район, частью которого стал и хутор Гриневка.
В 1931 году в Гриневке образовался колхоз «им. Парижской коммуны».
В 1954 году образована Белгородская область, в которую вошел и хутор Гриневка. 1 февраля 1963 года Указом Президиума Верховного совета РСФСР был упразднён Шаталовский район. Гриневка вошла в состав Старооскольского района Белгородской области.
Во второй половине 60-х годов Гриневка была электрифицирована.

## Население
| 2002 | 2010 |
| ---- | ---- |
| 54   | ↗56  |